# کوچادیکادی
افراد قبیلهٔ کوچادیکادی از سلسله قبیله‌های مونوی شرقی مربوط به پاییوت (به انگلیسی: Paiute) (پیوت) شمالی در نزدیکی دریاچه مونو در شهرستان مونو، کالیفرنیا می‌باشند. پاییوت یک گروه بومی آمریکایی از حوضه بزرگی است که به‌طور سنتی به پاییوت شمالی و جنوبی تقسیم می‌شوند، و در ایالت‌های کنونی یوتا، آریزونا، نوادا و کالیفرنیا موجودند. آن‌ها عمدتاً از طریق شکار، جمع‌آوری آذوقه، و برخی هم از طریق کشاورزی و به سبک زندگی نیمه عشایری زندگی می‌کردند. آن‌ها از جنوبی‌ترین گروه قبیله‌های پیوت شمالی به حساب می‌آیند.

## نام
کوچادیکادی به معنی "شفیره خواران مگس آب شور " است. آن‌ها با عنوان‌های گوناگون به زبان‌های بومی مختلف در نقاط از جمله دریاچه مونو، حوضهٔ مونو پیوت، وغیره، شناخته می‌شوند، در حالی که خود قبیله خود راکوتزادکاآ (به انگلیسی: Kootzaduka'a) می‌نامند.

## فرهنگ و جغرافیا
زادگاه کوچادیکادی‌ها دریاچه مونو در شرق کالیفرنیا است، اما رسم زندگیشان آن است که برای فعالیت‌های فصلی به دریاچه واکر، نوادا کوچ می‌کردند. برای سکونت فصلی در منطقه‌های مختلف جهت تهیه آذوقه و غذا از جمله شکار خرگوش، آهو، گوسفند کوهی، و شب‌پره پاندورا بود. دریاچه مونو یک منطقه کوهستانی مرتفع در سیرا نوادا است. ارتفاع آن تقریباً ۲۰۰۰ متر بالاتر از سطح دریا بوده، و سلسله کوه‌های اطراف آن بین ۲۷۰۰ تا ۴۰۰۰ متر بلندی دارد. دریاچه مونو بسیار شور است و دارای چندین گونه پرندگان آبزی و حشره، مگس شور نیز می‌باشد که این گروه را به عنوان مگس خواران--کوچادیکادی، به دیگران شناسانده است.
فامیل‌ها واحدهای اجتماعی اصلی گروه را تشکیل می‌دادند که به عنوان یک گروه با هم حرکت می‌کردند. فعالیت‌های تجاری آنها با پیوت‌های دره پیوت و مونوی غربی بوده است.
آن‌ها خانه‌های زمستانی خود را با ستون‌هایی از درخت عرعر یوتا یا استئوسپرمای ژونیپروس می‌ساختند. سه خانه زمستانی اواخر قرن نوزدهم متعلق به این قبیله توسط باستان شناسان کشف شده است. این نوع خانه‌های زمستانی که توموگانی نامیده می‌شوند، تا سال ۱۹۲۰ توسط مردم این قبیله ساخته شدند.

## زبان
کوچادیکادی به زبان پیوت شمالی صحبت می‌کند که در شاخه نومیچ از خانواده زبان‌های یوتو-ازتک است. این زبان توسط تعداد زیادی از قبایل مختلف که در سراسر غرب ایالات متحده از دریاچه مونو در شرق کالیفرنیا، که تا نوادا، اورگان و آیداهو ادامه دارد صحبت می‌شود. با گسترش بیشتر این مردمان در غرب ایالات متحده آمریکا، این زبان به زبان‌های شوشونی که در دره مرگ، و کالیفرنیای شرقی و شمالی زندگی می‌کنند، و همچنین به زبان مردم یوت و کاوائیسو که در جنوب کالیفرنیا، نوادا، یوتا و آریزونا ساکنند نیز مرتبط است.

## سبد بافی

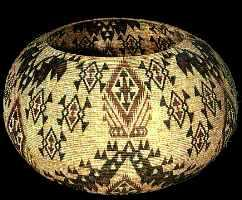
سبد حلقه‌دار ظریف ساخته شده توسط کری بتل، سبد با قطر ۳۰ اینچ، ۱۹۳۱–۱۹۳۵

سبد بافی این گروه مشهور است، سبدهای حلقه دار و همچنین سبدهای تابیده آن‌ها به زیبائی و مهارت صنعت گرانش شناخته شده است. آن‌ها با استفاده از سرخس براکن و غنچه قرمز رنگی در طرح‌های سبدهای حلقه دار بی تائی سبدهایشان را آشکار می‌کنند. در اواخر قرن ۱۹ و اوایل قرن ۲۰، تجاوز غیر بومیان به قلمرو آن‌ها، شکار سنتی و شیوه زندگی آذوقه یابی آن‌ها را مختل کرد، بنابراین اعضای قبیله به تجارت توریستی متکی شدند. فروش سبدهای جذاب به گردشگران غیر بومی راهی مناسب برای امرار معاش شد. در سال ۱۹۰۸، زنان کوچادیکادی در سبدبافی خود شروع به ترکیب مهره و مونجوق در طرح سبدهای خود کردند. این مهره‌ها را از طریق افراد غیر بومی به دست ان‌ها رسید.

## امروز
بسیاری از اعضای گروه کوچادیکادی در قبایل اسقف پیوت، واشو، یوکوت، میوُک و مونوی غربی توسط دولت فدرال آمریکا به رسمیت شناخته شدند.

## کوچادیکادی‌های شناخته شده
- کری بتل (۱۸۹۸–۱۹۷۴)، سبد باف

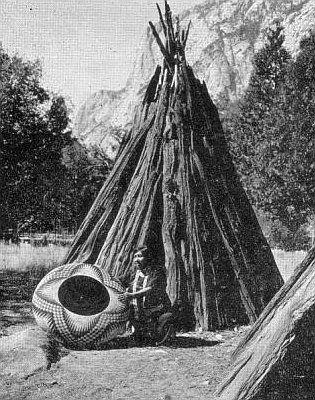
لوسی تلس در مقابل توموگانی خود با بزرگ‌ترین سبد خود، پارک ملی یوسمیتی، ۱۹۳۳

- نلی چارلی (۱۸۶۷–۱۹۶۵)، سبد باف نلی جیم چارلی با نام اصلی بومی بِسا-یونا بود.(تصویر جعبهٔ اطلاعات) در تاریخ کوچادیکادی (پیوت) به ورود او و خانواده اش به درّهٔ هِچ-هِچی Hetch Hetchy اشاره شده است. آن ها در منطقه پرسه می زدند و بلوط و سایر غذاها را جمع آوری می کردند. خانواده او همچنین برخی از پرکارترین سبدسازان بومی آمریکا در یوسمیتی، دریاچهٔ مونو و در سراسر کالیفرنیای شرقی ساکن بودند.
- تینا چارلی (۱۸۶۹–۱۹۶۲)، سبد باف
- لوسی تلس (حدود ۱۸۷۰/۱۸۸۵–۱۹۵۵/۶)، سبد باف